# Муратбаев, Гани
Гани (Ғани) Муратбаев (3 июня 1902, Казалинск, Кызылординская область — 15 апреля 1925, Москва) — общественный деятель, основатель комсомола в Казахской АССР.

## Биография
Родился 3 июня 1902 года в небольшом городе Казалинске, Кызылординской области. Происходит из подрода Шіңгір рода карасакал племени алимулы.
Спустя некоторое время у Гани рано умер отец, из-за чего матери приходилось батрачить и оставлять Гани вдвоём с сестрёнкой. В 1911 году Гани отдали в русскую начальную школу, в которой у него возник интерес к познанию и учению. Он продолжил своё обучение в городском педагогическом институте. В 1916 году от тифа умерли мать и сестра. Гани остался один и уехал в Ташкент, поступил в интернат, а потом в институт, где и получил среднее образование.
После Октябрьской революции в 1918 году Гани открыл первую комсомольскую организацию в Казахстане и стал первым человеком, возглавившим комсомольскую организацию республики, тогда называющуюся Киргизской АССР. Во главе организации Гани Муратбаев помогал людям в решении их трудностей, собирал нищих, голодных и бездомных детей, помещал их в интернат, определял с документами, привлекал к активным общественным действиям. Стоял у истоков создания первого молодёжного объединения Казахстана. Преемником этого союза в начале 1990-х, согласно решению съезда Ленинского коммунистического союза молодёжи Республики Казахстан, стал Союз молодёжи Казахстана.
С 1921 по 1924 год Муратбаев работал первым секретарём ЦК комсомола Туркестана, объединявшего комсомольские организации Узбекской, Таджикской, Туркменской, Киргизской республик и южных областей Казахстана.
Муратбаев поручал комсомольцам переписывать легенды и сказки в помощь ученому-этнографу Аубакиру Диваеву. А в вышедшем в 1925 году в Оренбурге монументальном труде А. В. Затаевича «1000 песен киргизского народа» со слов Гани Муратбаева была записана знаменитая «Дудар-ай».
Умер Муратбаев в Москве 15 апреля 1925 года от туберкулёза. Похоронен на Ваганьковском кладбище (20 уч.).

## Память о Гани

Памятник Гани Муратбаеву в Алматы

- В 1971 году на киностудии «Казахфильм» был снят биографический фильм «Брат мой», роль Гани Муратбаева исполнил актёр Куман Тастанбеков.
- О короткой жизни Гани слагали песни поэты Магжан Жумабаев, Ильяс Джансугуров, Джубан Мулдагалиев, Жарылкасын Боранбаев.
- В его родном городе Казалинске его любовно называют «Батыр Гани», «Батыр-бала». Имя Гани Муратбаева носят улицы в городах: Алматы, Кызылорда, Астана, Актобе и т. д.
- В г. Алматы Муратбаеву установлен памятник и Республиканский Дворец школьников носит его имя.
- В Алматы есть улица Муратбаева.
- В 2002 году была выпущена почтовая марка Казахстана, посвящённая Муратбаеву.
- В городе Тараз, есть школа имени Гани Муратбаева.
- В городе Атырау, есть школа имени Гани Муратбаева.
- Кызылординский стадион носит имя Гани Муратбаева.
- Именем Гани Муратбаева названа детская железная дорога в г. Шымкент. Перед центральным стадионом, в г. Кызылорда, носящий его имя, установлен памятник. Одна из центральных улиц Кызылорды, названа в его честь.